# Теорема Люрота
Теорема Люрота описывает подполя поля рациональных функций от одной переменной {\displaystyle k(x)}, содержащие поле констант {\displaystyle k}, другими словами, подрасширения чисто трансцендентного расширения степени трансцендентности 1. Названа в честь Якоба Люрота, который доказал её в 1876 году.

## Формулировки
Теорема. Пусть {\displaystyle k} — поле, а {\displaystyle k(x)} — поле рациональных функций от одной переменной. Тогда каждое промежуточное подполе  {\displaystyle k\subset \Sigma \subset k(x)} имеет вид {\displaystyle \Sigma =k(f)} для некоторой рациональной функции {\displaystyle f}. Таким образом, оно также является полем рациональных функций от одной переменной.
В геометрических терминах теорема формулируется следующим образом:
Теорема. Пусть {\displaystyle k} — поле. Пусть {\displaystyle f:\mathbb {P} _{k}^{1}\to C} — непостоянный морфизм из проективной прямой в неособую кривую {\displaystyle C} над {\displaystyle k}. Тогда {\displaystyle C} изоморфна проективной прямой.
Замечания:
- Для степени трансцендентности 2 теорема Люрота остаётся верной в характеристике 0 (теорема Кастельнуово). Более точно, пусть {\displaystyle k} — алгебраически замкнутое поле характеристики 0 и {\displaystyle L} — подрасширение {\displaystyle k(x,y)/k}. Тогда {\displaystyle L} совпадает с {\displaystyle k} или изоморфно полю рациональных функций от одной или двух переменных над {\displaystyle k}. Это не верно в положительной характеристике, что показывают примеры Зарисского и Сиоды[англ.].
- Для степени трансцендентности 3 этот результат не верен даже над {\displaystyle \mathbb {C} }.
- Теорему Люрота нетрудно доказать, используя алгебро-геометрические понятия, такие как род кривой. Тем не менее, хотя эта теорема часто воспринимается как неэлементарная, существуют короткие её доказательства, использующие лишь элементарные факты теории полей. По-видимому, все эти доказательства используют лемму Гаусса о примитивных многочленах.[1]
- Чтобы найти образующую поля {\displaystyle \Sigma } над {\displaystyle k}, нужно найти минимальную линейную зависимость над полем {\displaystyle \Sigma } степеней переменной {\displaystyle x} (то есть, его минимальный многочлен с коэффициентами из {\displaystyle \Sigma } и старшим коэффициентом 1). Любой из коэффициентов в этом соотношении, отличный от константы, и будет образующей поля {\displaystyle \Sigma }.
- Если поле {\displaystyle \Sigma } содержит хотя бы один многочлен из {\displaystyle k[x]}, отличный от константы, его образующей также является многочлен.

### Пример
Пусть {\displaystyle u=x^{6}+x^{-6},\,v=x^{8}+x^{-8},\,\Sigma =k(u,v)\subset k(x)}. Минимальный многочлен переменной {\displaystyle x} над {\displaystyle \Sigma } есть 
{\displaystyle x^{4}-{\frac {u^{2}+v^{2}-v-2}{uv-v}}x^{2}+1=0}.
Образующей поля {\displaystyle k(u,v)} над {\displaystyle k} является единственный неконстантный его коэффициент:
{\displaystyle t={\frac {u^{2}+v^{2}-v-2}{uv-v}}=x^{2}+x^{-2}}.
Чтобы показать, что это - образующая, достаточно через неё выразить элементы {\displaystyle u} и {\displaystyle v}:
{\displaystyle u=t^{3}-3t,\,v=t^{4}-4t^{2}+2}.
Следовательно, {\displaystyle k(u,v)=k(t)}.